# Sindrome della mano aliena
La sindrome della mano aliena (AHS: dall'inglese alien hand syndrome), anche nota come sindrome della mano anarchica (o più raramente, sindrome del Dr. Stranamore) è un raro disturbo neurologico in base al quale una mano (in genere la sinistra) sembra avere vita propria, non eseguendo ciò che dovrebbe fare. 
La sindrome insorge solitamente dopo una separazione chirurgica degli emisferi cerebrali (commissurotomia o callosotomia), una procedura a volte utilizzata per alleviare i sintomi più gravi dell'epilessia. Il disturbo può verificarsi anche dopo altri tipi di interventi neurochirurgici,  ictus cerebrali, infezioni, aneurismi, tumori cerebrali o come conseguenza di malattie neurodegenerative come la malattia di Alzheimer e la malattia di Creutzfeldt-Jakob.
Il primo caso fu descritto nel 1908 dal neurologo tedesco Kurt Goldstein. Il termine "sindrome della mano aliena" deriva da un lavoro del 1972, quando furono descritti alcuni casi di pazienti, con tumore al corpo calloso, che mostrarono di non controllare più una delle mani. Esistono diverse varianti della sindrome, in base alla zona cerebrale colpita.

## Sintomi
I pazienti affetti hanno per nulla o pochissimo controllo di una mano, la cosiddetta mano anarchica. I soggetti ritengono la mano come estranea (quindi aliena) o non appartenente al proprio corpo. Questo causa generalmente dei "conflitti intermanuali" in cui la mano "anarchica" agisce contro l'altra mano "buona". Ad esempio, se la persona interessata vuole mangiare qualcosa con la mano destra, la mano sinistra gli impedirà di compiere l'atto, o, in casi estremi, cercherà di strangolare il soggetto. Spesso il paziente non è consapevole di ciò che la mano estranea compie, fino a quando non cattura l'azione con i propri occhi.

## Cause
Lesioni al lobo frontale (nella variante frontale) e al corpo calloso (nella variante callosale) restano le più comuni cause della sindrome, ma non è ancora del tutto chiaro quali siano gli altri fattori scatenanti.

### Variante callosale

Nell'immagine, rappresentazione del corpo calloso (in rosso) che collega i due emisferi

Danni al corpo calloso possono produrre azioni involontarie o attive nella mano non dominante del paziente (ad esempio, nel caso di una persona destrorsa, e quindi di emisfero sinistro dominante, la mano sinistra sarà quella che prenderà "vita propria"). Una lesione o altri danni al corpo calloso possono portare a un'interruzione della comunicazione tra i due emisferi del cervello. Poiché ciascuna metà del cervello è responsabile del controllo del rispettivo lato opposto del corpo, la mano sinistra sarà in questo caso, sotto il controllo del solo emisfero dominante del cervello (destro).
Tuttavia, l'emisfero sinistro è responsabile dello scambio di informazioni (attraverso il corpo calloso) con l'emisfero destro, generalmente di processi di pensieri logici e analitici e per il controllo di movimenti motori complessi, oltre a controllare la metà controlaterale del corpo (destro); funzioni che verranno quindi a mancare nella mano sinistra alterata. La caratteristica di questa variante è che spesso la mano "aliena" è particolarmente attiva quando l'altra mano "buona" esegue azioni o tenta di farne, comportamento che è stato definito "auto-limitante".

### Variante frontale

I due lobi frontali (in rosso)

In questo caso si verificano danni al lobo frontale senza che il corpo calloso venga coinvolto. I lobi frontali sono aree del cervello importanti per la pianificazione e l'esecuzione di movimenti volontari. Nei pazienti affetti da questa forma della sindrome, è la mano dell'emisfero dominante (generalmente destrorsa) a compiere movimenti involontari o attivi. Caratteristica di questa variante sono i movimenti compulsivi che tentano di raggiungere qualsiasi oggetto si trovi nel campo visivo del paziente. Tali sintomi sono spesso collegati alla sindrome di Zelig.

### Area motoria supplementare e AHS
La sindrome della mano aliena, sembrerebbe essere associata a lesioni che coinvolgono l'area motoria supplementare una specifica area del cervello situata nella corteccia motoria. Diversi dati neurofisiologici e di neuroimmagine sembrano suggerire che la SMA (Supplementary Motor Area) sia coinvolta nella conversione delle intenzioni in azioni, nonché nella selezione delle azioni che devono essere eseguite, con conseguente inibizione dei restanti programmi motori che non devono invece essere eseguiti. La corteccia pre-motoria (PMC, Pre-Motor Cortex), è un'altra area cerebrale situata nella corteccia motoria, anch'essa di fondamentale importanza, e coinvolta nella manifestazione della AHS. Difatti la corteccia pre-motoria sembrerebbe essere responsabile dell'attivazione di quei movimenti che vengono eseguiti in relazione ai vari stimoli esterni che si presentano nell'ambiente circostante. Proprio per questo la normale interazione degli individui con l'ambiente richiede dunque la presenza di un costante equilibrio tra l'attività della PMA e quella della SMA, implicata nella selezione delle azioni.
Nonostante tutto in caso di lesioni unilaterali (in un solo emisfero cerebrale) a livello della SMA tale equilibrio verrebbe meno, facendo in modo che la pianificazione e l'avvio dei movimenti, nella mano controlaterale all'emisfero lesionato possano essere autonomamente mediati dalla PMC, la quale, come detto precedentemente, è responsabile dell'attivazione di movimenti che possono essere eseguiti in relazione a stimoli esterni che si presentano nell'ambiente. Proprio a causa di questo gli individui con AHS non sarebbero in grado di inibire correttamente, attraverso l'attività della SMA, i programmi motori che non devono essere eseguiti in un dato momento, provocando l'attivazione involontaria di movimenti (la volontarietà del movimento sembrerebbe dunque essere dovuta a processi di inibizione dei movimenti che non devono essere eseguiti). Le persone con AHS presentano infatti un sintomo conosciuto come "comportamento di utilizzazione", ovvero la necessità impellente di utilizzare gli oggetti situati vicino alle mani, senza che l'individuo riesca a inibire correttamente l'attivazione dei programmi motori relativi all'utilizzazione di tali oggetti.
Nel caso di lesione unilaterale alla SMA (in un solo emisfero cerebrale), solo la mano controlaterale all'emisfero lesionato sarà colpita dalla AHS, e il paziente avrà una maggiore consapevolezza della propria condizione, dato il conflitto tra le due mani (una percepita sotto controllo, e una percepita incontrollabile), mentre in caso di lesioni bilaterali il paziente ha tipicamente un consapevolezza molto ridotta della propria condizione.
È inoltre necessario precisare che mentre i pazienti che soffrono di complicazioni neurologiche quali le somatoparafrenie, possano percepite parti del proprio corpo (come un arto superiore), come degli oggetti estranei, nello specifico, i pazienti con AHS, conservano invece la percezione di ownership, ovvero la percezione che una data parte del proprio corpo appartenga di fatto al corpo.

## Trattamento
Attualmente non esiste cura per la sindrome della mano aliena, tuttavia i sintomi possono essere ridotti e gestiti in una certa misura, mantenendo la mano aliena occupata o coinvolta in un compito, per esempio fornendo un oggetto da tenere stretto nel pugno.